# 신천 (양주시)
신천(莘川)은 한탄강의 지류로, 대한민국의 지방하천이다. 양주시 백석읍 은봉산 홍복 약수터에서 발원하여 파주시 감악산에서 발원하는 입암천, 양주시 남부에서 발원하는 회암천, 청담천, 덕계천 등을 합친 뒤 파주 감악산에서 발원하는 상패천을 합친다. 그 뒤 동두천, 수동천을 합치고 청산면에서 한탄강에 합쳐진다. 2020년 1월 1일부터 국가하천으로 승격되었다.

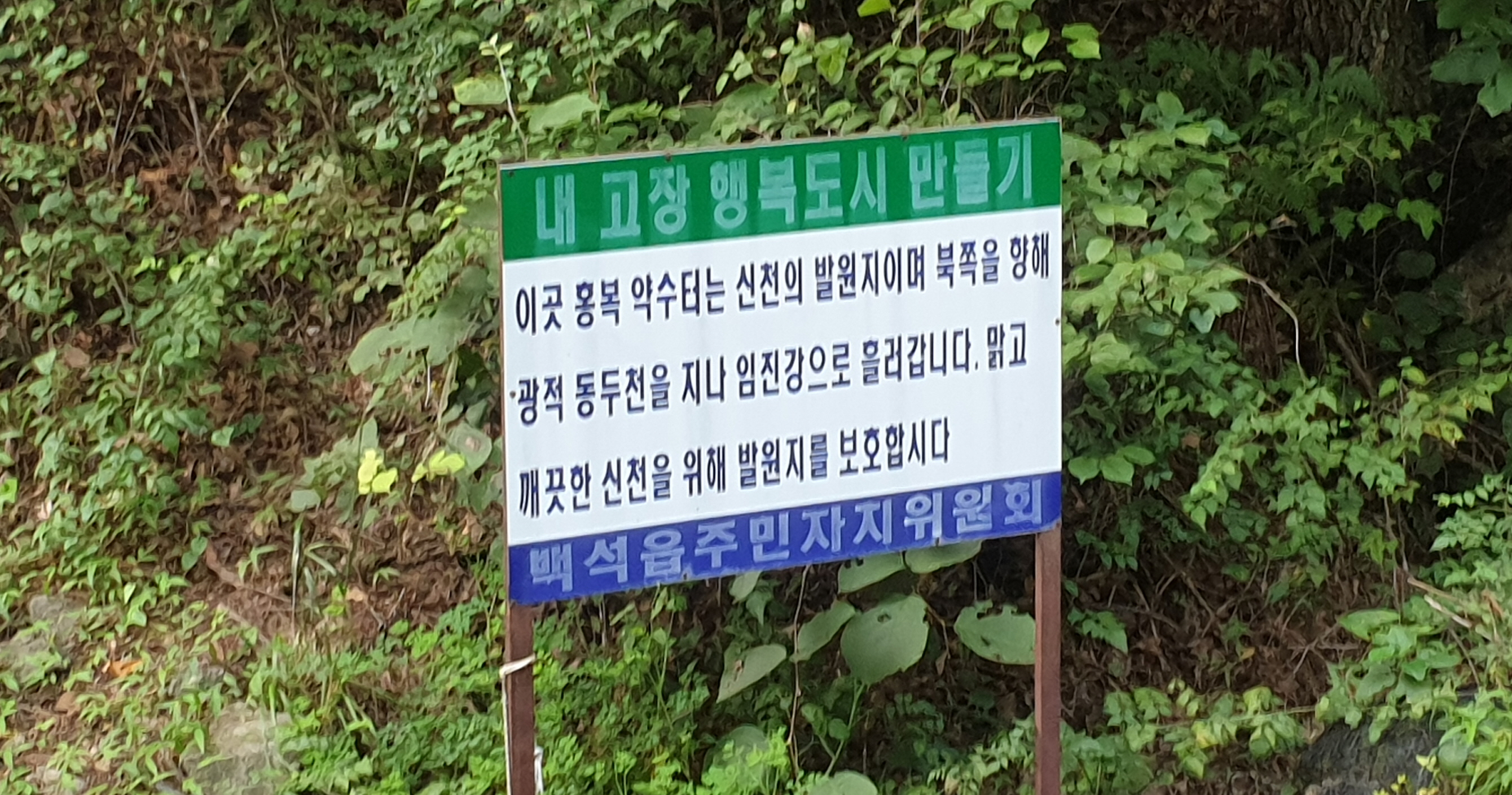
신천의 발원지